# Zhangping
Zhangping (漳平市S, ZhāngpíngP) è una città-contea della Cina, situata nella provincia del Fujian.